# یاو پرکو
یاو پرکو (انگلیسی: Yaw Preko؛ زادهٔ ۸ سپتامبر ۱۹۷۴) بازیکن سابق و مربی فوتبال اهل غنا است.
از باشگاه‌هایی که در آن بازی کرده‌است می‌توان به باشگاه فوتبال الاتفاق عربستان سعودی، باشگاه فوتبال هالمستاد، باشگاه فوتبال فنرباغچه، باشگاه فوتبال اندرلشت، و باشگاه فوتبال غازی عینتاب‌اسپور اشاره کرد.
وی همچنین در تیم ملی فوتبال غنا بازی کرده‌است.